# Glossolepis wanamensis
Glossolepis wanamensis är en fiskart som beskrevs av Allen och Kailola, 1979. Glossolepis wanamensis ingår i släktet Glossolepis och familjen Melanotaeniidae. IUCN kategoriserar arten globalt som akut hotad. Inga underarter finns listade i Catalogue of Life.